# Soft Machine
Soft Machine byla britská rocková skupina, pojmenovaná podle stejnojmenné knihy Williama S. Burroughse. Vznikla v roce 1966, tehdy ještě jako The Soft Machine, a její původní sestavu tvořili zpěvák a kytarista Daevid Allen, baskytarista Kevin Ayers, klávesista Mike Ratledge, bubeník Robert Wyatt. Své první album nazvané The Soft Machine skupina vydala v prosinci 1968, to zde však již nepůsobil Allen, který založil novou skupinu Gong.
Skupina se krátce rozpadla, ale v roce 1969 byla opět obnovena, z původní sestavy zbyli už jen Ratledge a Wyatt, který odešel v roce 1971. U baskytary Ayerse nahradil Hugh Hopper a na postu kytaristy se vystřídalo více hudebníků, jako Andy Summers (1968), Allan Holdsworth (1973–1975) nebo John Etheridge (1975–1978). Skupinou prošlo několik dalších hudebníků, mezi které patří saxofonista Elton Dean (1969–1972), kornetista Mark Charig (1969), hobojista Karl Jenkins (1972–1984) nebo bubeník John Stanley Marshall (1971–1984). Skupina se rozpadla v roce 1984.
V roce 2004 vznikla skupina Soft Machine Legacy, ve které v různých obdobích působili například John Etheridge, Elton Dean, Theo Travis, Hugh Hopper, Fred Baker nebo Roy Babbington. I tato skupina vydala několik alb s novým materiálem, poslední Burden of Proof vyšlo v roce 2013.

## Diskografie

### Studiová alba
- The Soft Machine (1968)
- Volume Two (1969)
- Third (1970)
- Fourth (1971)
- Fifth (1972)
- Six (1973)
- Seven (1973)
- Bundles (1975)
- Softs (1976)
- Land of Cockayne (1981)